# 山口諒太郎
山口 諒太郎（やまぐち りょうたろう、1998年6月13日 - ）は、日本の男性声優。島根県松江市出身。ソニー・ミュージックアーティスツ所属。

## 人物
資格はポケモンカードゲーム公式資格「公認ジャッジ」（イベントオーガナイザー）。

## 出演
太字はメインキャラクター。

### テレビアニメ
- フットサルボーイズ!!!!!（2022年、幸永椿貴[3]）
- 東京24区（2022年、デモ隊）
- UniteUp!（2023年 - 2025年、直江万里[4]） - 2シリーズ[一覧 1]
- やり直し令嬢は竜帝陛下を攻略中（2024年、竜騎士団兵）

### ゲーム
- 学園執事〜貴方は私の運命の執事〜（2018年、椿匠）
- WAR OF BRAINS（2018年、次元修正 ジャックス、躍使徒 ウェザーリポート）
- フットサルボーイズ!!!!! ハイファイリーグ（2021年、幸永椿貴[5]）
- ヘブンバーンズレッド（2023年、習志野ドーム住民 他[6]）

### 朗読劇
- Act Session vol.1「喜笑転結」（2022年2月12日、浅草九倶楽部 浅草九劇）[7]
- 『シアター 』再演（2024年5月15日 -26日、シアター風姿花伝） - 春日巻久 役、元木慧 役

### ウェブラジオ
- SMA VOICE RADIO RELAY「Boys side」 第7 - 9・12・13回（2020年10月21日 - 11月18日・2021年1月27日・2月10日、SMA VOICE）[8]

## ディスコグラフィ

### キャラクターソング
| 発売日       | 商品名                                           | 歌 | 楽曲                    | 備考                                                     |
| ------------ | ------------------------------------------------ | --- | ----------------------- | -------------------------------------------------------- |
| 2022年2月9日 | フットサルボーイズ!!!!! プレイヤーソングアルバム | フットサルボーイズ!!! | 「Higher Goals」        | ゲーム『フットサルボーイズ!!!!! ハイファイリーグ』主題歌 |
| 2022年2月9日 | フットサルボーイズ!!!!! プレイヤーソングアルバム | 大和晴（高良崚太）、榊星一郎（石森周斗）、月丘柊依（吉原康平）、幸永椿貴（山口諒太郎）、南雲竜（古田一紀）、天門泰雅（坂井易直） | 「Always Shine Bright」 | 『フットサルボーイズ!!!!!』関連曲                        |

### シリーズ一覧
1. ↑  第1期（2023年）、第2期『-Uni:Birth-』（2025年）

### ユニットメンバー
1. ↑  大和晴（高良崚太）、榊星一郎（石森周斗）、月丘柊依（吉原康平）、幸永椿貴（山口諒太郎）、南雲竜（古田一紀）、天門泰雅（坂井易直）、樫良木ルイ（峯田大夢）、結城心（新井雄也）、久我巧生（村上聡）、花山院快斗（馬場惇平）、京極聖（宮瀬尚也）、二葉ともえ（山本智哉）、昂守希（佐久間貴生）、十河夏輝（千葉瑞己）、相庭京介（浦和希）、花村理央（多田啓太）、鞍馬雪丸（上村源）、桐生蓮（TAKA）、白河瞬（岡延明）、橘藤吾（大海将一郎）、今園彩人（森永彩斗）、水無瀬亜佐（菊池勇成）、秋月奏夜（津田拓也）、朝比奈碧（奥山敬人）、天王寺刻成（川島慶嗣）、世良龍太朗（下川草介）、水無瀬涼佑（石井孝英）、ガルシア・エミリオ（小塚亮輔）、蓮美朔（木津つばさ）